# ポリオレフィン等衛生協議会
ポリオレフィン等衛生協議会（ポリオレフィンとうえいせいきょうぎかい、英文名称Japan Hygienic Olefin And Styrene Plastics Association、略称：ポリ衛協・JHOSPA）は、日本のプラスチック製食品容器のサプライチェーン全体による業界団体だった。

## 概要
- 本部 - 〒104-0033 東京都中央区新川一丁目4番1号 住友不動産六甲ビル
- 会長 - 淡輪敏 （三井化学代表取締役社長）
- 副会長
  - 新井龍晴 （昭和電工常務執行役員）
  - 前田一仁 （日油取締役兼常務執行役員）
  - 和田義明 （キユーピー取締役常務執行役員）
- 沿革
  - 1973年（昭和48年） - 厚生省（当時）の指導の下、ポリオレフィン等衛生協議会発足
  - 2021年（令和3年） - 3月31日をもって解散。4月1日に全ての事業は一般財団法人化学研究評価機構 食品接触材料安全センターに継承された。
- 主な事業
  - 食品衛生法など法令の普及・徹底
  - 食品容器に関する情報収集・研究活動
  - ポリオレフィンなどプラスチックに関する自主基準の制定および確認証明書の交付
- 会員 - 約820社

## 自主基準
- 食品用プラスチック製器具・容器包装の食品と接触する面に使用する材質としてポリエチレン、ポリプロピレン、ポリスチレン、ポリエチレンテレフタラートなど30種類の規格を定め、ポリマーや添加剤がポジティブリストに記載したもののみであることを確認する。材質試験（カドミウムや鉛などが含まれていないこと、など）や溶出試験（重金属などが食品中に溶出しないこと）などの結果、基準に適合した容器包装及びその原材料には、会員の申請に応じて確認証明書の交付、PLマークの使用許可を行う。継続して基準が守られているか確認するため、市販品の調査も実施している。